# Ким Чен Сук
Ким Чен Сук (на хангъл:김정숙, на ханджа:金正淑 или 金貞淑) е съпруга на Ким Ир Сен (първият лидер на КНДР) и майка на Ким Чен Ир. Родена е в Корея по време на военни действия.
Сук е жена-революционер, привърженичка на комунистическата идеология. От нейни съмишленици се описва като примерна майка, интелектуалка и борец за справедливост.
Поради финансови затруднения, тя и семейството и се преместват да живеят в Китай.

## Брак с Ким Ир Сен
Ким Ир Сен и Ким Чен Сук се запознават по време на партизанската война против японците, споделяйки общата си вяра и идеология. Сключват брак, който продължава 10 години, чийто плод е Ким Чен Ир, бъдещият лидер на КНДР. Ким Ир Сен обаче се развежда с нея и се жени за любовницата си. В едно сражение между партизаните и японците, Ким Ир Сен е пленен, а втората му съпруга бива убита.

## Почит
В Северна Корея Ким Чен Сук е представен като „героиня на анти-японската война, изключителна политическа фигура, чудесен пример за лоялност към лидера и велика майка на революцията“.
Окръг, педагогически институт, детска ясла и много други образователни и здравни институции на КНДР са кръстени на Ким Чен Сук .
От 1997 г. в КНДР се появяват официални „портрети на тримата командири“ – Великият Вожд, Любимият Вожд и Майката (съответно Ким Ир Сен, Ким Чен Ир и Ким Чен Сук).
През 2017 г. е издадена възпоменателна банкнота с 5000 вона за 100-годишнината от рождението на Ким Чен Сук.